# Lindera setchuenensis
Lindera setchuenensis är en lagerväxtart som beskrevs av James Sykes Gamble. Lindera setchuenensis ingår i släktet Lindera och familjen lagerväxter. Inga underarter finns listade i Catalogue of Life.